# مخلوط (فیلم)
مخلوط یا درآمیخته (انگلیسی: Blended) فیلمی در ژانر کمدی رمانتیک به کارگردانی فرانک کوراکی است که در سال ۲۰۱۴ منتشر شد.

## خلاصه داستان
یک مرد (آدام سندلر) که همسرش را از دست داده همراه با سه دخترش در تعطیلات در آفریقای جنوبی با یک زن مطلقه (درو بریمور) و دو پسرش در یک مجتمع مسکونی ساکن می‌شوند. با پی بردن به کارهایی که این دو می‌توانند باهم برای خانواده‌هایشان انجام دهند علاقه‌ای بین آنها شکل می‌گیرد.